# Синајска архиепископија
Синајска архиепископија је аутономна црква под јурисдикцијом Јерусалимске патријаршије.

## Историја
О древности Синајске архиепикопије говоре материјали Халкидонског сабора (451) гдје се у „чину митрополија и архиепископија апостолског престола Светог града“ на 24. мјесту спомиње архиепископија „Синајске горе“. Године 681, када је епископ фарански био лишен катедре због јереси монотелитизма, епископска катедра је била пренесена у манастир Свете Катарине и њен игуман је постао епископ Фарана, а касније под његову јурисдикцију је прешла и епархија Рајто (Раифа). Почетком 8. вијека, сви хришћани Синајског полуострва су се налазили под јурисдикцијом синајског архиепископа.
Манастир Свете Катарине је 640. потпао под јурисдикцију јерусалимског патријарха након што су муслимани освојили Египат, што је довело до потешкоћа у међусобним односима са Цариградском патријаршијом. Званично је аутономија од Цариградске патријаршије била добијена тек 1575, а потврђена 1782.

## Организација
Од 1973. на челу Синајске архиепископије се налази високопреосвећени Дамјан (Самартзис) са титулом „архиепископ синајски, фарански и раифски“. Он је истовремено и игуман манастира Свете Катарине. Бира га манастирско братство из својих редова, а хиротонију обавља јерусалимски патријарх. Помоћни орган при архиепископу синајском је шесточлани Свети савјет отаца којег бира манастирско братство на предлог архиепископа.
Синајска црква се састоји из манастира Свете Катарине на Синају и многих подворја. Три подворја се налазе у Египту, а 14 је ван њега: 9 у Грчкој, 3 на Кипру, 1 у Либану и 1 у Турској (Истанбулу). Највеће подворје је подворје „Џувани“ у Каиру из којег су потицали многи синајски архиепископи.